# Freccia (araldica)
In araldica la freccia è simbolo di amore, amore divino, tradizioni guerriere o velocità.
Essa è composta dal fusto o astile (o asta), dalla punta o ferro e dalla penna; le parti si blasonano soltanto quando sono di altro smalto.
Il ferro della freccia è indentato in basso e si chiama anche feone; è questa indentatura, tipica della freccia, che la distingue dal dardo.

Saracino tenente una freccia in palo (stemma di Basciano)
Due frecce cadenti in decusse (Baesweiler, Germania)
Due frecce in decusse (Contea di Dalarna, Svezia)
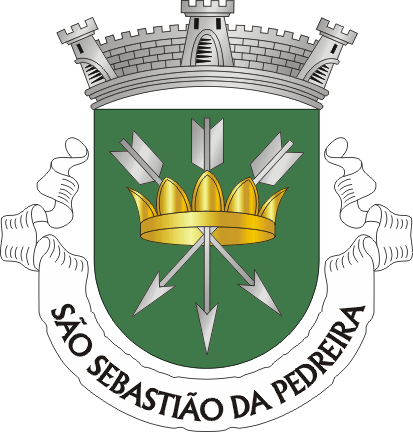
Corona infilzata da tre frecce (São Sebastião da Pedreira, Portogallo)
Tre punte di freccia uscenti dalla partizione (Uezwil, Svizzera)
Tre frecce di nero ordinate in un fascio (Le Perray-en-Yvelines, Francia)
D'argento, al fascio di tre frecce di rosso, al capo d'azzurro caricato di tre stelle d'argento (famiglia De Bazelaire, Francia)
Di rosso, al fascio di frecce legato d'oro (Arano, Spagna)

## Posizione araldica ordinaria
La freccia si rappresenta, di norma, posta in palo. Una coppia di frecce è invece rappresentata in decusse. Un fascio di frecce è costituito da due frecce in decusse ed una terza freccia posta in palo; un numero di frecce diverso va blasonato. Tutte le frecce presentano, di norma, la punta rivolta in alto. 
Se invece la freccia è posta in banda o in fascia avrà la punta rivolta verso destra.

## Attributi araldici
- Appuntata quando rivolta verso un'altra freccia ed hanno le punte convergenti
- Armata quando ha la punta di smalto diverso
- Astata o fustata quando ha il fusto di smalto diverso
- Cadente è la freccia con la punta in basso
- Impennata se ha la penna di smalto diverso
- Impugnata quando fa parte di un fascio di frecce, come detto sopra
- Incoccata quando la freccia è impostata sull'arco teso
- Smussata se il ferro ha la punta troncata o contorta